# Брам, Джон
Джон Брам (англ. John Brahm, имя при рождении — Hans Brahm) (17 августа, 1893 — 13 октября, 1982) — режиссёр кино и телевидения, более всего известный серией фильмов нуар середины 1940-х годов и постановкой двенадцати фильмов научно-фантастического и мистического сериала «Сумеречная зона», в том числе, ставшего классическим эпизода «Теперь времени достаточно» (1959).
Некоторые критики восхваляют Брама как уникального стилиста, другие же считают его рядовым имитатором творчества лучших режиссёров. Наряду с многочисленными проходными работами, Брам поставил атмосферические, погружённые в мир теней фильмы ужасов «Неумирающий монстр» (1942), «Жилец» (1944) и «Площадь похмелья» (1945). К числу наиболее заметных фильмов Брама относятся также фильмы нуар «Гостья в доме» (1944), «Медальон» (1946) и «Кровавые деньги» (1947) и трёхмерный фильм ужасов «Безумный волшебник» (1954).

## Биография

### Ранние годы и начало карьеры
Ханс Брам родился 17 августа 1893 года в Гамбурге. Он был сыном немецкого актёра Людвига Брама и племянником европейского театрального импресарио Отто Брама. Ханс пошёл по стопам отца и начал выступать на сценах Вены, Берлина и Парижа. После Первой мировой войны он поднялся до уровня режиссёра. Его первой попыткой работы в кинобизнесе стала постановка сцен в совместном франко-немецком фильме, главную роль в котором играла его будущая жена Долли Хаас.

### Кинокарьера
Приход к власти Гитлера в 1934 году вынудил Брама эмигрировать в Англию, где после непродолжительной работы в качестве руководителя кинопроизводства, в 1936 году он получил первую возможность поставить собственный фильм, непримечательный ремейк фильма Д. У. Гриффита «Сломанные побеги».
В 1937 году Брам прибыл Голливуд, где сменил имя с немецкого Ханс на английское Джон, и подписал трехлетний контракт со студией «Коламбиа» (1937-40), «поставив на этой студии много фильмов категории А- и В».
В 1939 году Брам поставил фильм «Дайте нам жить», который имел тяжёлую судьбу. Основанный на реальной истории, фильм рассказывал историю двух заключённых, несправедливо приговорённых к смертной казни и почти казнённых в штате Массачусетс. Власти штата были крайне расстроены этим фильмом и стали оказывать давление на студию с тем, чтобы отменить демонстрацию фильма. Студия тем не менее закончила фильм, но сделала это тихо и со скромным бюджетом.
В 1941 году Брам перешёл на студию «20 век-Фокс», где проработал до 1944 года. «Брам стал специализироваться на саспенс-триллерах, часто с психологическим подтекстом, порой вводя тему сумасшествия. Его тяга к съёмкам зловещих и гротесковых фильмов в значительной степени связана с влиянием его дяди Отто Брам: в своё время влиятельный театральный продюсер познакомил своего племянника с мрачными и фантастическими чертами немецкого экспрессионистского кино на примере таких фильмов, как „Фауст“ (1926)».
«На студии „Фокс“ Брам поставил подряд два шедевра: стильный и атмосферический, напоминающий историю о Джеке Потрошителе, фильм „Жилец“ (1944), и, в сходном ключе, „Площадь похмелья“ (1945), готическую мелодраму о безумии и убийстве, действие которой происходит в викторианском Лондоне. В обоих фильмах сыграл отличный, к сожалению, не долго проживший актёр Лэйрд Крегар, профессионализм и точно выверенную игру которого Брам очень высоко ценил. Значительный вклад в определение хода и темпа повествования, а также в подбор деталей внёс лично Брам, который скрупулёзно прописывал каждую сцену и каждый ракурс, прежде чем начать съёмку». В промежутке между этими картинами вышел психологический триллер «Гостья в доме» (1944) с участием Энн Бакстер.
В 1947 году Брам снял ещё три заметные картины: фильм нуар «Медальон» на студии «РКО» с Лорейн Дэй и Робертом Митчемом, фильм нуар «Кровавые деньги» на студии «20 век-Фокс» по роману Рэймонда Чандлера с Джорджем Монтгомери в роли Филиппа Марлоу и приключенческую криминальную драму «Сингапур» (1947) на студии «Юнивёрсал» с Фредом Макмюрреем и Авой Гарднер.
В 1952 году Брам поставил основанную на христианской легенде драму «Чудо Богоматери в Фатиме» (1952). «Ещё один из фильмов Брама, хотя и не из той же лиги, но тем не менее, также доставляющий большое удовольствие — это „Сумасшедший фокусник“ (1954). Став чем-то вроде предшественника малобюджетных фильмов ужасов с участием Винсента Прайса, которые стала позднее снимать компания „Америкэн-Интернэшнл“, он был снят с использованием экспериментального процесса трехмерного изображения. То, чего картине не хватало в плане содержания, она компенсировала историческими деталями и доставляющей наслаждение звёздной игрой, напоминая вышедший годом ранее „Дом восковых фигур“ (1953)».

### Работа на телевидении
Американский историк кино и критик Эндрю Саррис в своей книге «Американский кинематограф: Режиссёры и направления 1929—1968», утверждал, что "в 1930-е годы Брам «вошёл в свою колею» с «пропитанными мрачным настроением мелодрамами», предполагая, что после этого периода у Брама начался творческий спад. Тем не менее, Саррис далее отмечает, что Брам не страдал от отсутствия работы, так как поставил «приблизительно 150 телефильмов».
В 1950-е годы карьера Брама в кино действительно пошла на спад, и он переключил своё внимание на телевидение, но так никогда и не отошёл далеко от страшного жанра. Он поставил некоторые из самых любимых фильмов таких телесериалов, как «Альфред Хичкок представляет» (1955), «За гранью возможного» (1963), «Час Альфреда Хичкока» (1962), и особенно «Сумеречной зоны» (1959) (среди них особенно выделяются «Теперь времени достаточно» и «Чудовища должны появиться на Мейпл-стрит»). Брам поставил также отдельные фильмы телесериалов «Доктор Килдер», «Триллер», «Защитники», «Путешествие на дно океана», «Бонанза», «Виргинец», «Человек из АНКЛ», «Девушка из АНКЛ» (1966), а также многие другие классические телефильмы.
В 1960 году Брам получил номинацию на премию Гильдии режиссёров Америки за выдающееся достижение в режиссуре за постановку эпизода «Наконец времени достаточно» сериала «Сумеречная зона».
Последним фильмом Брама стал «халтурный „Гонщики в ад“ (1967), который изначально планировался для проката по телевидению».

## Личная жизнь
Ещё в период работы в Германии «Брам впервые женился на актрисе, которая вскоре сбежала от него с другим актёром, что привело его в состояние глубокой депрессии». В Англии в 1937 году Брам женился во второй раз на известной актрисе Долли Хаас, «которая впоследствии после их развода вышла замуж за карикатуриста Эла Хиршфельда». «В 1950-е годы Брам познакомился и женился на Анне, которая родила ему двоих детей».
В 1968 году Брам вышел на пенсию. Он провёл последние годы жизни прикованным к инвалидному креслу и умер в октябре 1982 года в почтенном возрасте 89 лет.

## Фильмография

### Кинофильмы
- 1936 — Сломанные побеги (фильм, 1936) / Broken Blossoms
- 1937 — Адвокат для преступления / Counsel for Crime
- 1938 — Тюрьма / Penitentiary
- 1938 — Школа для девочек / Girls' School
- 1939 — Дайте нам жить / Let Us Live
- 1939 — Рио / Rio
- 1940 — Побег к славе / Escape to Glory
- 1941 — Зов диких гусей / Wild Geese Calling
- 1942 — Неумирающий монстр / The Undying Monster
- 1943 — Сегодня мы наступаем на Кале / Tonight We Raid Calais
- 1943 — Ночные бомбардировщики / Bomber’s Moon (в титрах не указан)
- 1943 — Зимний сезон / Wintertime
- 1944 — Жилец / The Lodger
- 1944 — Гостья в доме / Guest in the House
- 1945 — Площадь похмелья (Хэнговер-сквер) / Hangover Square
- 1946 — Три маленькие девочки в синем / Three Little Girls in Blue (в титрах не указан)
- 1946 — Медальон / The Locket
- 1947 — Кровавые деньги / The Brasher Doubloon
- 1947 — Сингапур / Singapore
- 1949 — Русалки Атлантиды / Siren of Atlantis (в титрах не указан)
- 1950 — Венецианский вор / Il ladro di Venezia
- 1952 — Звезда взойдёт / A Star Shall Rise
- 1952 — Чудо Богоматери в Фатиме / The Miracle of Our Lady of Fatima
- 1952 — Лицом к лицу / Face to Face
- 1953 — Бриллиантовая королева / The Diamond Queen
- 1954 — Безумный фокусник / The Mad Magician
- 1954 — Золотая чума / Die goldene Pest
- 1955 — Бенгази / Bengazi
- 1955 — Специальная доставка / Vom Himmel gefallen
- 1967 — Гонщики в ад / Hot Rods to Hell (телефильм)

### Телесериалы
- 1951—1959 — Театр звёзд Шлица / Schlitz Playhouse of Stars
- 1953—1962 — Театр «Дженерал Электрик» / General Electric Theater
- 1954—1956 — Порт / Waterfront
- 1954—1956 — Медик / Medic
- 1955—1960 — Миллионер / The Millionaire
- 1955—1962 — Альфред Хичкок представляет / Alfred Hitchcock Presents
- 1955—1957 — Час «20 века-Фокс» / The 20th Century-Fox Hour
- 1957—1965 — Караван повозок / Wagon Train
- 1957—1960 — Команда М / M Squad
- 1957—1958 — Подозрение / Suspicion
- 1958—1963 — Обнажённый город / Naked City
- 1959—1964 — Сумеречная зона / The Twilight Zone
- 1960—1962 — Триллер / Thriller
- 1961—1965 — Защитники / The Defenders
- 1961—1965 — Доктор Килдэр / Dr. Kildare
- 1961—1963 — Премьера Алкоа / Alcoa Premiere
- 1962—1965 — Час Альфреда Хичкока / The Alfred Hitchcock Hour
- 1963—1965 — За гранью возможного / The Outer Limits
- 1964—1968 — Путешествие на дно океана / Voyage to the Bottom of the Sea
- 1964—1968 — Человек из АНКЛ / The Man from U.N.C.L.E.
- 1966—1967 — Девушка из АНКЛ / The Girl from U.N.C.L.E.